# العزلة العاطفية
العزلة العاطفية أو الانعزال العاطفي هي حالة من الانعزال حيث يمكن للشخص أن تكون لديه شبكة اجتماعية تعمل جيدا ولكن لا يزال يشعر بالانفصال العاطفي عن الآخرين.
تشير الأبحاث السكانية في السويد إلى أن واحدًا من كل خمسة رجال في منتصف العمر وكبار السن (50-80 عامًا) معزول عاطفيًا (يُعرف بأنه شخص لا يوجد لديه من يثق فيه)، ومن بين أولئك الذين لديهم شخص يمكنهم الثقة فيه، فهناك ثمانية من أصل عشرة يثقون فقط في شريكهم.ان الأشخاص الذين ليس لديهم أي شخص أو شريك يثقون به هم غالبا أقل عرضة للشعور باليقظة والقوة والهدوء والنشاط والسعادة، وإنما هم أكثر عرضة للشعور بالاكتئاب والحزن والإرهاق والضعف. وكثير من الناس الذين يعانون من هذا النوع من الإنعزال لديهم شبكات اجتماعية قوية، ولكنهم يفتقرون إلى الروابط الملموسة مع أصدقائهم. وفي حين أنه يمكنهم بناء صداقات سطحية، إلا إنهم غالبًا غير قادرين على الثقة في كثير من الناس.ويشعر عادة الأشخاص المعزولون عاطفيًا بالوحدة وعدم القدرة على التواصل مع الآخرين.

## لمحة عامة
ما تزال الإساءة العاطفية للأطفال والمراهقين موجودة منذ العصور القديمة (Beswick 2009)، (Mause 1974) وقد حظيت بجدل عام واسع ولا تزال محورتركيز الباحثين. وتكتسب عملية تحديدها وتقييمها ومعالجتها أهمية متزايدة باستمرار من قبل المرشدين وعلماء النفس والمهنيين الصحيين وحتى الآباء. وأظهرت المعلومات التجريبية أن الإساءة العاطفية وخاصة بين الأطفال موجودة في البلدان المتقدمة والنامية. وقد قُدر معدل سوء المعاملة العاطفية في أمريكا بـ 103 لكل 1000 ما بين أعمار 2-17 عامًا (Finkelhor 2005). وكشفت دراسة مدتها عامان اجراها (Jellen 2001) لحالات سوء المعاملة العاطفية في الجيش الأمريكي أنه تم العثور على الإساءة العاطفية الأولية في 26٪ من الحالات، بينما تم اكتشاف الإساءة العاطفية بالإضافة إلى الإساءة الجسدية أو إهمال الأطفال في 14٪ من الحالات.

## تعريف الإساءة العاطفية
أظهرت الدراسات التي اجريت لتعريف الإساءة العاطفية أنها بطبيعتها متعددة الجوانب. ويؤكد وارنر وهانسن (1994) على أن تعريف حالات سوء المعاملة والإبلاغ عنها خطوتان مهمتان في تحسين الوضع الصحي للأطفال الذين تعرضوا للإساءة. واقترح غاربارينو 1986 وايوانيك وتوميسون 1997 وتوشي 1997 خمس فئات من الإساءة العاطفية لتشمل الرفض (السلوكيات التي تشكل هجر الطفل)؛ والعزل (السلوك الذي يمنع الطفل من المشاركة في الأنشطة الاجتماعية)؛ والترهيب (السلوك الذي يهدد الطفل بالعقاب الشديد)؛ والتجاهل (السلوك الذي يجعل مقدم الرعاية غير متاح للطفل من الناحية النفسية)؛ والفساد (السلوك الذي يشجع الطفل على تطوير أنماط سلوكية معادية للمجتمع).

## في العلاقات
يمكن أن تحدث العزلة العاطفية نتيجة للعزلة الاجتماعية، أو عندما يفتقر الشخص إلى أي مقرب أو شريك حميم. ويمكن أن تثير العلاقات الاجتماعية المشاعر والأفكار السلبية بالرغم من أنها ضرورية للشعور بالسعادة العاطفية، حيث العزلة العاطفية يمكن أن تعمل كآلية دفاع لحماية الشخص من الاضطراب العاطفي. ان الاشخاص الذين هم معزولون عاطفياً دائما ما يحتفظون بمشاعرهم لأنفسهم كلياً وغير قادرين على تلقي الدعم العاطفي من الآخرين، ويشعرون بأنهم منغلقون وفاقدون للحس، ويترددون أو لايرغبون في التواصل مع الآخرين باستثناء ربما فيما يتعلق بالأمور الأكثر سطحية. ويمكن للعزلة العاطفية أن تظهر خلال العلاقات العاطفية وخاصةً كنتيجة للخيانة أو سوء المعاملة أو مشاكل تتعلق بالثقة. وقد يشعر أحد الشريكين أو كليهما بالوحدة خلال العلاقة، بدلاً من دعمها وتقويتها. وما يمكن عمله للمساعدة في إعادة بناء الثقة بين الطرفين وتحسين التواصل وإعادة الروابط العاطفية، هو محاولة تحديد أسباب التعاسة بينهما والعمل مع معالج نفسي.

## التأثيرعلى العقل
وجد البروفيسور كاسيوبو وفريقه أن أدمغة الأشخاص الوحيدين تتفاعل بشكل مختلف عن أولئك الذين لديهم شبكات اجتماعية قوية. وأظهر باحثو جامعة شيكاغو صورًا مختلفة لأفراد وحيدين وغير وحيدين في البيئات الجيدة وغير الجيدة. وعندما عُرضت الصور ذات الطابع السار، أظهر الأشخاص غير الوحيدين في الجزء من الدماغ الذي يعرف باسم الجسم المخطط البطني نشاطًا أكثر بكثير من الأشخاص الوحيدين. ويلعب المخطط البطني دورًا مهمًا في التعلم، وهو أيضًا جزء من مركز المكافأة داخل الدماغ ويمكن تحفيزه من خلال المكافآت مثل الطعام والحب. أظهر الأشخاص الوحيدون نشاطًا أقل بكثير في هذه المنطقة أثناء عرض الصور ذات الطابع السار، وكان لديهم أيضًا نشاط دماغي أقل عندما عُرضت الصور غير السارة. وعندما شاهد الأشخاص غير الوحيدين الصور غير السارة، أظهروا نشاطًا في الموصل الصدغي الجداري ، وهي منطقة في الدماغ مرتبطة بالتعاطف؛ وكان لدى الأفراد الوحيدين استجابة أقل [المصدر: جامعة شيكاغو].
الانسحاب الاجتماعي هو تجنب الناس والأنشطة التي عادة ما تكون ممتعة لأي شخص. وبالنسبة لبعض الأشخاص، يمكن أن يتطور إلى مرحلة العزلة الاجتماعية، حيث في معظم الأحيان قد يرغبون حتى في تجنب التواصل مع العائلة والأصدقاء المقربين. وقد يرغبون في البقاء بمفردهم لأنهم يشعرون أن بقائهم مع الآخرين أمر متعب أو مزعج. ويمكن احيانا أن تتطور المرحلة حيث كلما قضوا وقتًا أكثر بمفردهم، كلما قل شعورهم بفهم الناس لهم. وعندما يعزل المرء نفسه من التفاعل الاجتماعي، فهو يميل إلى البقاء داخل مكان معين (مثل غرفة النوم).